# Don't repeat yourself
Don't repeat yourself (em português:  Não repita a si mesmo) ou também conhecido pelo acrônimo DRY é um conceito de programação de computadores o qual propõe que cada porção de conhecimento em um sistema deve possuir uma representação única, de autoridade e livre de ambiguidades em todo o sistema. Esta expressão foi cunhada por Andy Hunt e Dave Thomas em seu livro The Pragmatic Programmer. Ele se aplica amplamente, incluindo esquema de banco de dados, plano de teste, compilação e mesmo documentação de software .
Se este conceito for aplicado, a modificação de uma parte do sistema não leva a modificações em outras partes não relacionadas. Adicionalmente, todos os elementos relacionados mudam de forma previsível e uniforme, mantendo-se, portanto, sincronizados. Além de usar métodos e sub-rotinas em seu código, Thomas e Hunt delegam em geradores de código, construtores automáticos e linguagens de script para observar os princípios DRY através das camadas.